# یاشنگتس (شهرستان گرویتس)
یاشنگتس (به لاتین: Jasieniec) یک روستا در لهستان است که در گمینا یاشنگتس واقع شده‌است. یاشنگتس ۱۷۰ نفر جمعیت دارد.